# Gbe jezici
Gbe jezici skupina od (21) jezik koji se govore u Beninu i Togou. Pripada široj skupini left bank. Među ostalim gbe jezicima posebne podskupine čine Aja sa (6) jezika, fon s dva jezika i mina s 1 jezik. Podijeljeni su na:  
a. Aja (6): aja, ayizo gbe, defi gbe,  tofin gbe, weme gbe, gun
b. Fon (2): fon, maxi gbe
c. Mina (1): gen,
ostali gbe jezici: aguna, éwé, ci gbe, gbesi gbe, istočni xwla gbe, kotafon gbe, saxwe gbe, waci gbe, xwela gbe, zapadni xwla gbe, kpessi, wudu.

## Klasifikacija
Nigersko-kongoanski jezici/ Niger-Congo, 
Atlantsko-kongoanski jezici/Atlantic-Congo, 
Voltaško-kongoanski jezici/ Volta-Congo, 
Kwa jezici/ Kwa, 
Left Bank jezici/ Left Bank, 
Gbe: (21)

## Vanjske poveznice
- Ethnologue (14th)
- Ethnologue (15th)